# Arnebia guttata
Arnebia guttata är en strävbladig växtart. Arnebia guttata ingår i släktet Arnebia och familjen strävbladiga växter.

## Underarter
Arten delas in i följande underarter:
- A. g. griffithii
- A. g. guttata